# Arham
Arham is een gemeente (commune) in de regio Timboektoe in Mali. De gemeente telt 2800 inwoners (2009).
De gemeente bestaat uit de volgende plaatsen:
- Arham
- Daiwatou
- Moricoïra